# اکالوادی
اکالوادی (به انگلیسی: Akalwadi) یک روستا در هند است که در کارناتاکا واقع شده‌است.